# Quilombo do Leblon
O Quilombo do Leblon foi um quilombo que existiu no final do século XIX na região do atual Clube Campestre da Guanabara e imediações (da atual rua Timóteo da Costa até o morro Dois Irmãos), no bairro no Leblon, na cidade do Rio de Janeiro.

## História
O idealizador do quilombo foi o português José de Seixas Magalhães, que dedicava-se à fabricação e ao comércio de malas e sacos de viagem na Rua Gonçalves Dias, no Centro da cidade. Suas malas eram feitas em uma fábrica com máquina a vapor. Além da fábrica de malas, Seixas também possuía uma chácara no Leblon onde cultivava flores com a ajuda de escravos fugidos. Seixas escondia os fugitivos na chácara do Leblon com a ajuda dos principais abolicionistas da capital do Império, muitos deles membros da Confederação Abolicionista. A chácara de flores de Seixas era conhecida como o "quilombo Leblon", ou "quilombo do Leblon", nome que fazia referência ao antigo proprietário da região, o francês Carlos Leblon. Era no Quilombo do Leblon que Seixas cultivava suas famosas camélias, que eram símbolo do movimento abolicionista.
O Quilombo do Leblon contava com a proteção da Princesa Isabel. Como prova de gratidão, Seixas fornecia camélias regularmente ao Palácio Isabel, residência da princesa, em Laranjeiras (hoje, sede do governo do Estado). As camélias de Seixas enfeitavam a mesa de trabalho da Princesa e sua capela particular, onde ela fazia suas orações. Além das camélias, Seixas também ofereceu a pena de ouro à Princesa Regente que, mais tarde, em 13 de maio de 1888, seria usada para se assinar a Lei Áurea. O quilombo deu origem ao atual nome do bairro do Leblon.

## Citações
O quilombo é mencionado no romance A Conquista (1899), de Coelho Neto, que transcorre nos anos que culminaram com a Abolição: 
| “ | Para os lados da Gávea, em frente ao mar livre, no Leblon, havia um quilombo mantido pela Confederação Abolicionista [...]. | ” |

Em 2015, os cantores brasileiros Caetano Veloso e Gilberto Gil compuseram a música "As Camélias do Quilombo do Leblon", que tem, como tema, o quilombo.

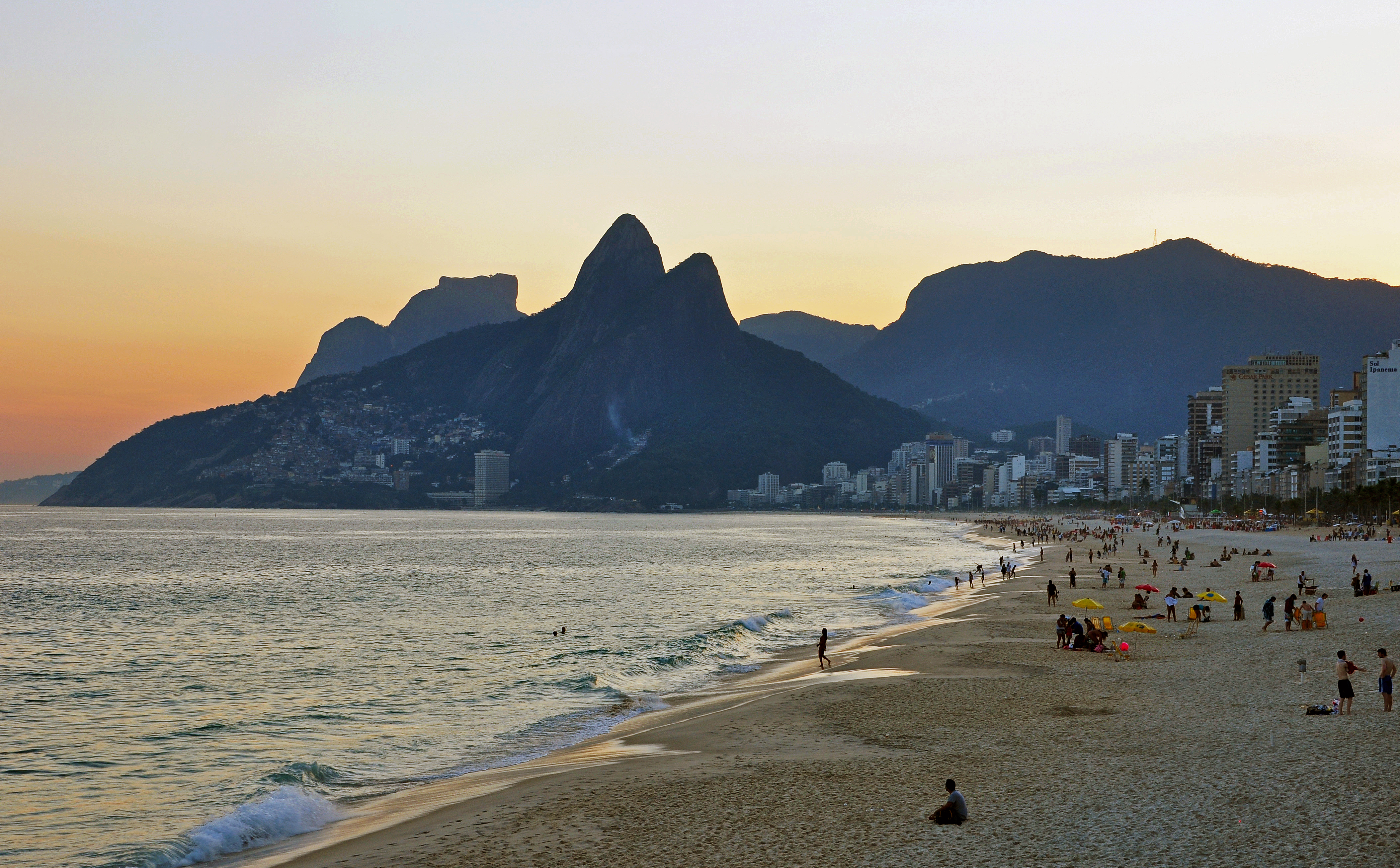
Vista atual da praia de Ipanema. Ao fundo, o Morro Dois Irmãos, no sopé do qual se localizava o quilombo do Leblon.

## Ligação externa
- Texto da Fundação Casa de Rui Barbosa